# John Lewis (przedsiębiorstwo)

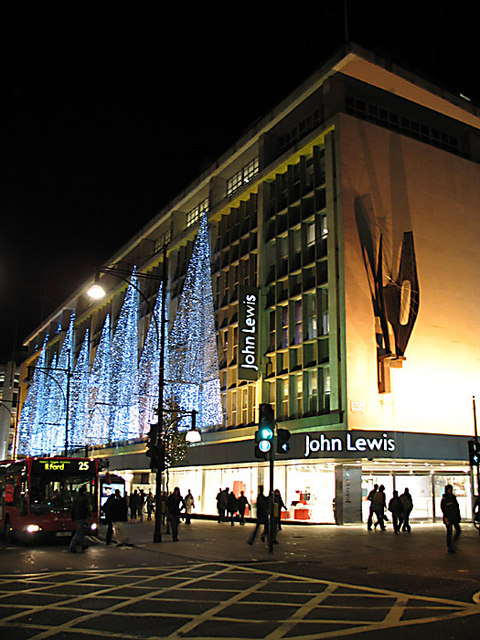
Dom towarowy John Lewis przy Oxford Street w Londynie

John Lewis plc – brytyjska sieć domów towarowych należąca do John Lewis Partnership. Siedziba przedsiębiorstwa mieści się w Londynie.
Początki przedsiębiorstwa sięgają 1864 roku, gdy John Lewis otworzył przy londyńskiej Oxford Street pierwszy sklep z tekstyliami. W 2012 roku do sieci John Lewis należało 29 domów towarowych oraz 8 mniejszych sklepów na terenie Wielkiej Brytanii.